# Iryna Trusjkina
Iryna Oleksandrivna Trusjkina (ukrainska: Ірина Олександрівна Трушкіна), född 3 december 1986 i Bila Tserkva, Ukrainska SSR, Sovjetunionen, är en f.d. volleybollspelare (center).
Trusjkina spelade på klubbnivå i flera länder och vann de ukrainska, polska och rumänska mästerskapen och cuperna med sina lag. Hon debuterade i Ukrainas landslag 2006 och deltog med dem i EM 2017, 2019 och 2021. Den 3 oktober 2021 tillkännagav hon slutet på sin karriär 

## Klubbar
| År        | Klubb             | Liga, Land                 |
| --------- | ----------------- | -------------------------- |
| 2002—2003 | AF Bila Tserkva   | Superliha, Ukraina         |
| 2003—2009 | Kruh Tjеrkаsy     | Superliha, Ukraina         |
| 2010—2011 | Jinestra Odessa   | Superliha, Ukraina         |
| 2011—2012 | VK Samorodok      | Ryska superligan, Ryssland |
| 2012—2015 | VK Chimik         | Superliha, Ukraina         |
| 2015—2016 | İlbank SK         | Sultanlar Ligi, Turkiet    |
| 2016—2017 | Nilüfer BSK       | Sultanlar Ligi, Turkiet    |
| 2017—2019 | CSM Bucureşti     | Divizia A1, Rumänien       |
| 2019—2020 | KPS Chemik Police | Tauron Liga, Polen         |
| 2020—2021 | CSM Târgoviște    | Divizia A1, Rumänien       |